# Municipio de Redstone (Dakota del Sur)
El municipio de Redstone (en inglés: Redstone Township) es un municipio ubicado en el condado de Miner en el estado estadounidense de Dakota del Sur. En el año 2010 tenía una población de 19 habitantes y una densidad poblacional de 0,21 personas por km².

## Geografía
El municipio de Redstone se encuentra ubicado en las coordenadas 44°9′11″N 97°47′24″O / 44.15306, -97.79000. Según la Oficina del Censo de los Estados Unidos, el municipio tiene una superficie total de 90.19 km², de la cual 90,19 km² corresponden a tierra firme y (0 %) 0 km² es agua.

## Demografía
Según el censo de 2010, había 19 personas residiendo en el municipio de Redstone. La densidad de población era de 0,21 hab./km². De los 19 habitantes, el municipio de Redstone estaba compuesto por el 84,21 % blancos, el 15,79 % eran de otras razas. Del total de la población el 15,79 % eran hispanos o latinos de cualquier raza.